# فومی وونگویچیت
فومی وونگویچیت (انگلیسی: Phoumi Vongvichit؛ (زاده ۶ آوریل ۱۹۰۹ – درگذشته ۷ ژانویه ۱۹۹۴) یک سیاست‌مدار اهل لائوس بود. وی از ۳۱ اکتبر ۱۹۸۶ تا ۱۵ اوت ۱۹۹۱ رئیس‌جمهور این کشور بود.
فومی وونگویچیت در ۷ ژانویه ۱۹۹۴، در سن ۸۴ سالگی بر اثر بیماری قلبی درگذشت.